# Club Atlético Osasuna
El Club Atlético Osasuna es un club de fútbol de la ciudad de Pamplona, Navarra, que compite en LaLiga EA Sports, la máxima categoría de fútbol en España. Fue fundado el 24 de octubre de 1920, fruto de la fusión de dos clubes: la Sportiva Foot-ball Club y el New Club, por lo que es el club decano de Navarra. Investigaciones del Archivo Real y General de Navarra indican que el club Sportiva Foot-Ball Club, fundado el 31 de mayo de 1919, cambió de nombre a Club Osasuna el 24 de octubre de 1920; es esta última fecha la que se ha tomado como referencia del nacimiento del club. En 1926 el nombre de la entidad sufrió una última modificación por la de Club Atlético Osasuna, que se mantiene desde entonces. 
El Club Atlético Osasuna ha participado en una fase previa de la UEFA Champions League, en cuatro ediciones de la antigua Copa de la UEFA, ahora denominada UEFA Europa League, en la que llegó a las semifinales en la temporada 2006/2007; y en una fase previa de la UEFA Conference League. Entre sus mayores logros está el haber disputado dos finales de la Copa del Rey, en las ediciones 2005 y 2023, que perdió por 2-1 ante Real Betis y Real Madrid respectivamente. Otro logro importante tras la gran temporada 2022/23, es el haber disputado por primera vez en su historia la Supercopa de España en 2024. 
Es el club de fútbol más importante de Navarra por palmarés y por historia y el único que ha militado en Primera División, con un total de 44 temporadas. Además, ha disputado 38 en Segunda y 13 en Tercera. Históricamente, es el 13.º mejor equipo de España. Fue nombrado mejor club del mundo del mes de diciembre de 2006 por la IFFHS gracias a cuatro victorias ligueras consecutivas y un triunfo en la Copa de la UEFA.
Por otro lado, es uno de los cuatro únicos clubes profesionales de España, junto con el Real Madrid, F. C. Barcelona y Athletic Club, que no es una sociedad anónima deportiva, de manera que sus socios tienen la propiedad del club.

## Historia
El nombre de Osasuna, propuesto por Benjamín Andoáin, significa salud, fuerza o vigor en euskera. Es el único equipo de fútbol con nombre en euskera de la Liga.
El Club Atlético Osasuna nació de la fusión de otros dos clubes de fútbol pamploneses anteriores: el Sportiva Foot-Ball Club (cuyo presidente y jugador fue Eduardo Aizpún Andueza) y el New Club, tras previa reunión de sus representantes en el famoso Café Kutz de Pamplona. Existe cierta incertidumbre en cuanto a la fecha de la constitución de Osasuna al carecerse de estudios históricos precisos. Existen varias fuentes sobre su fundación: en una crónica de la época del periódico El Pueblo Navarro se dice que el club nació el 24 de octubre de 1920 y que disputó su primer partido contra el Regimiento de la Constitución, con el resultado de empate a uno. Según un acta de una junta extraordinaria de la Sportiva Foot-Ball Club, el día concreto de su fundación vuelve a ser el 24 de octubre de 1920. Otras fuentes apuntan al domingo 17 de octubre de 1920, fecha en la que el Sportiva Foot-Ball Club jugó su último partido y que a modo de repetir también se le ha dado por buena. Oficialmente, el club (consciente de las dificultades de datación) no reconoce ninguna fecha exacta, pero según el Archivo de Navarra, la fundación de Osasuna, se produjo el 31 de mayo de 1919, fecha en la que se fundó el Sportiva Foot-Ball Club, y que el 26 de noviembre de 1920 se cambia la denominación a Club Osasuna.
Inaugura el Campo de San Juan el 21 de mayo de 1922.
En la temporada 1931-1932 Osasuna ascendió a Segunda División, después de finalizar la temporada en primera posición. Tres temporadas más tarde, en la temporada 1934-1935, el equipo ascendió por primera vez en su historia a Primera División. En la Copa de España, Osasuna llegó hasta las semifinales. La temporada 1935-1936 fue la primera temporada de la historia de Osasuna en la máxima categoría del fútbol español. No obstante, no pudo mantener la categoría tras caer a los puestos de descenso en las dos últimas jornadas.
Entre 1943 y 1960 el club llega a bajar a la Tercera División de España, sube hasta Primera y vuelve a bajar en diversas ocasiones.
El 2 de septiembre de 1967 se inaugura el estadio de El Sadar con un partido que enfrentó al Real Zaragoza con el Vitória de Setúbal de Portugal. El siguiente partido, entre rojillos y portugueses, se jugó un día después con victoria osasunista por tres goles a uno.
Fermín Ezcurra Esaín (Oricáin, Navarra, 1922-2018) fue el presidente más longevo de la historia del club, con 23 temporadas al frente del club rojillo (1971-1994); superó los 11 de Jacinto Saldise.
En la temporada 1985-1986 participó por primera vez en su historia en la Copa de la UEFA, tras haber logrado terminar la temporada anterior en la sexta posición de la tabla en Liga. Alcanzó los dieciseisavos de final hasta ser eliminado por el KSV Waregem belga por 3-2 en el resultado global de la eliminatoria. En la ronda anterior eliminó al Rangers F.C. escocés. 

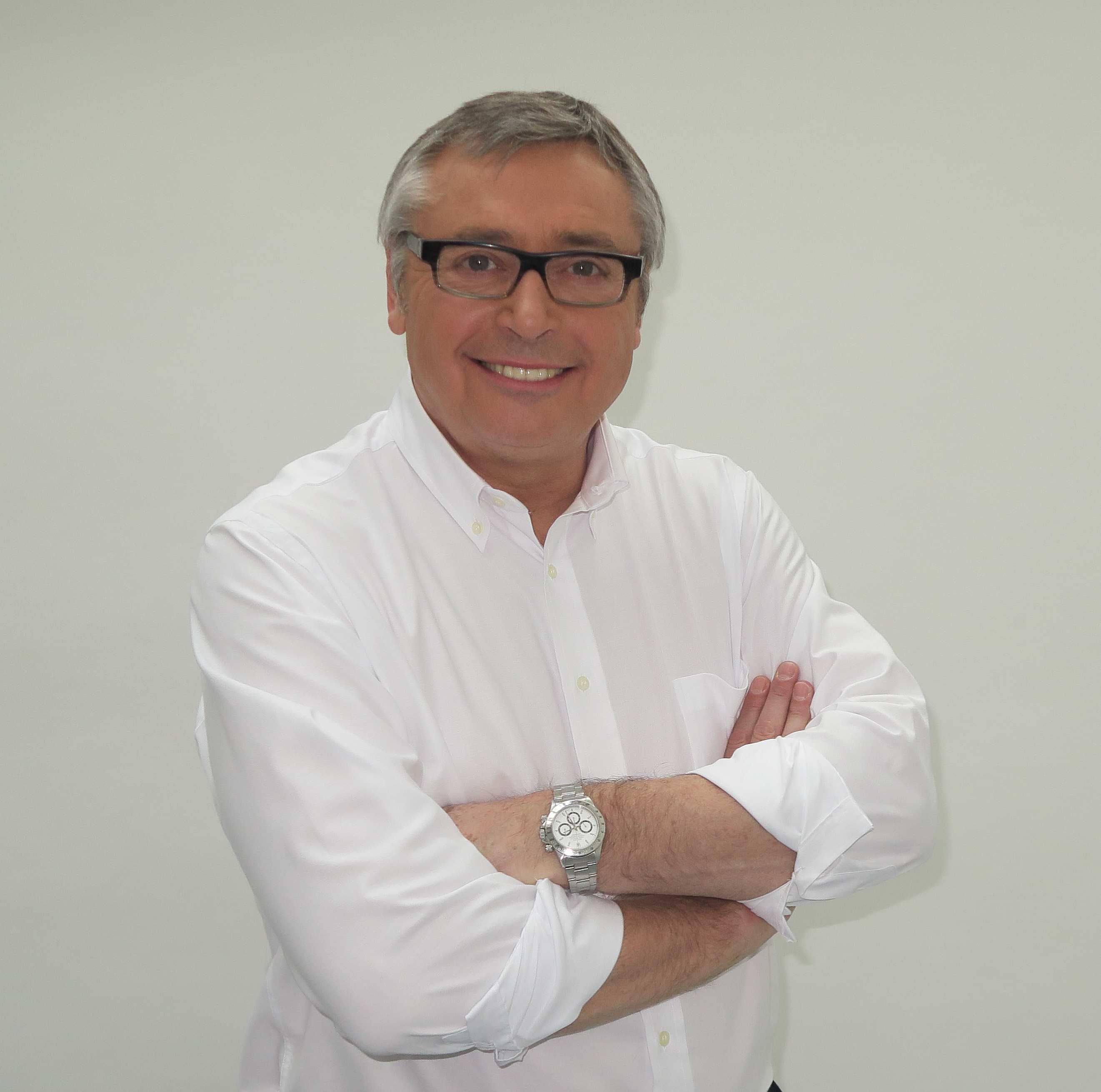
Michael Robinson jugó en el club entre 1987 y 1989.

En la temporada 1991-1992, el equipo rojillo regresó a la Copa de la UEFA tras quedar en cuarta posición la anterior temporada. El club jugó en esta ocasión en tres eliminatorias: primero eliminó al Slavia de Sofía búlgaro, después al Stuttgart de la Alemania Occidental y finalmente fue eliminado en octavos de final por el Ajax de Ámsterdam neerlandés tras perder por un resultado global de 2-0 ante un equipo plagado de figuras internacionales, como Frank de Boer o Dennis Bergkamp, y que posteriormente se proclamó campeón del torneo.
En la temporada 1999-2000, volvió a subir a Primera División en un partido contra el Recreativo de Huelva, en el que los andaluces se jugaban la pérdida de categoría; finalmente el resultado fue 2-1 a favor de los rojillos.

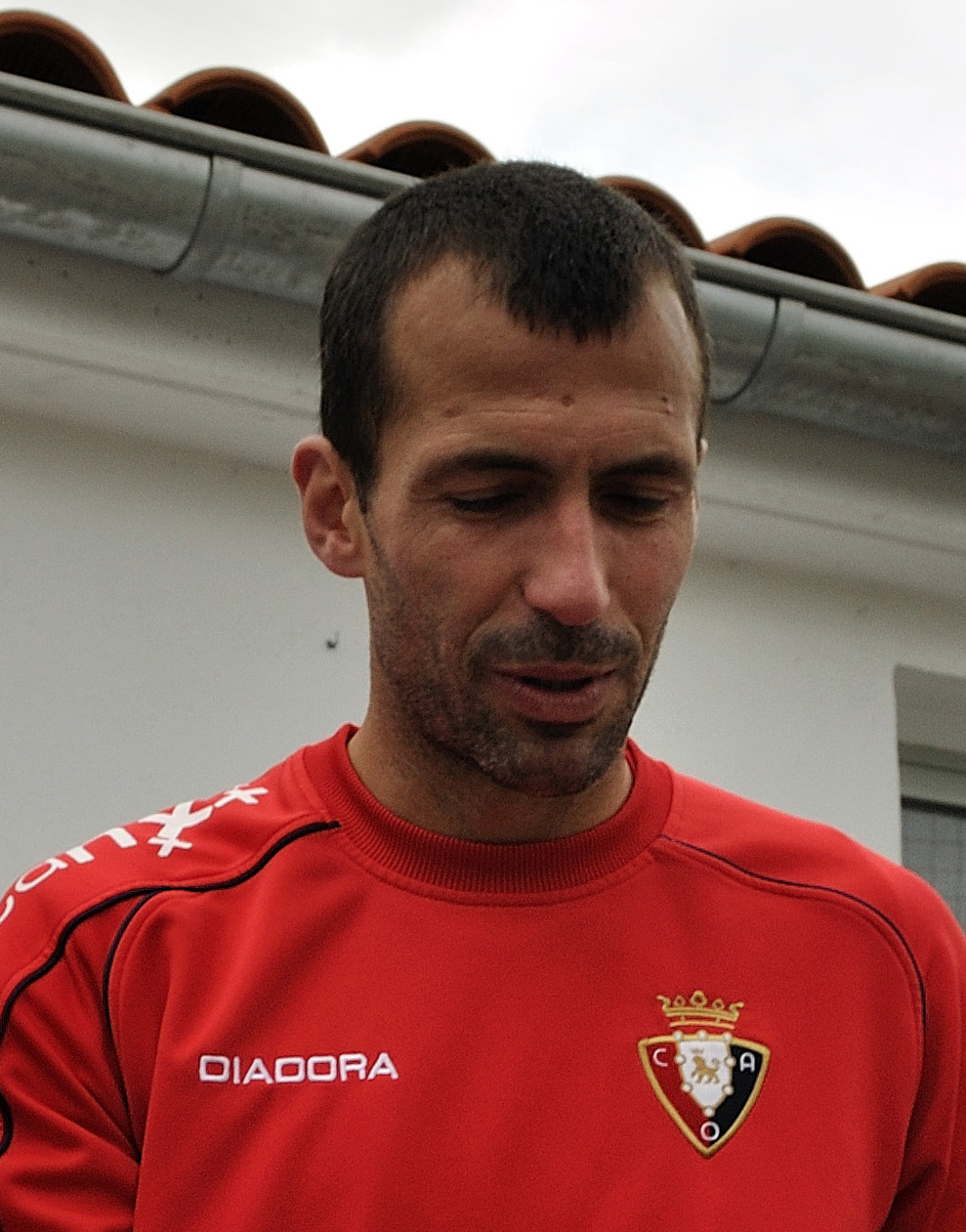
Patxi Puñal, jugador del club entre 1997-1999 y 2001-2014.

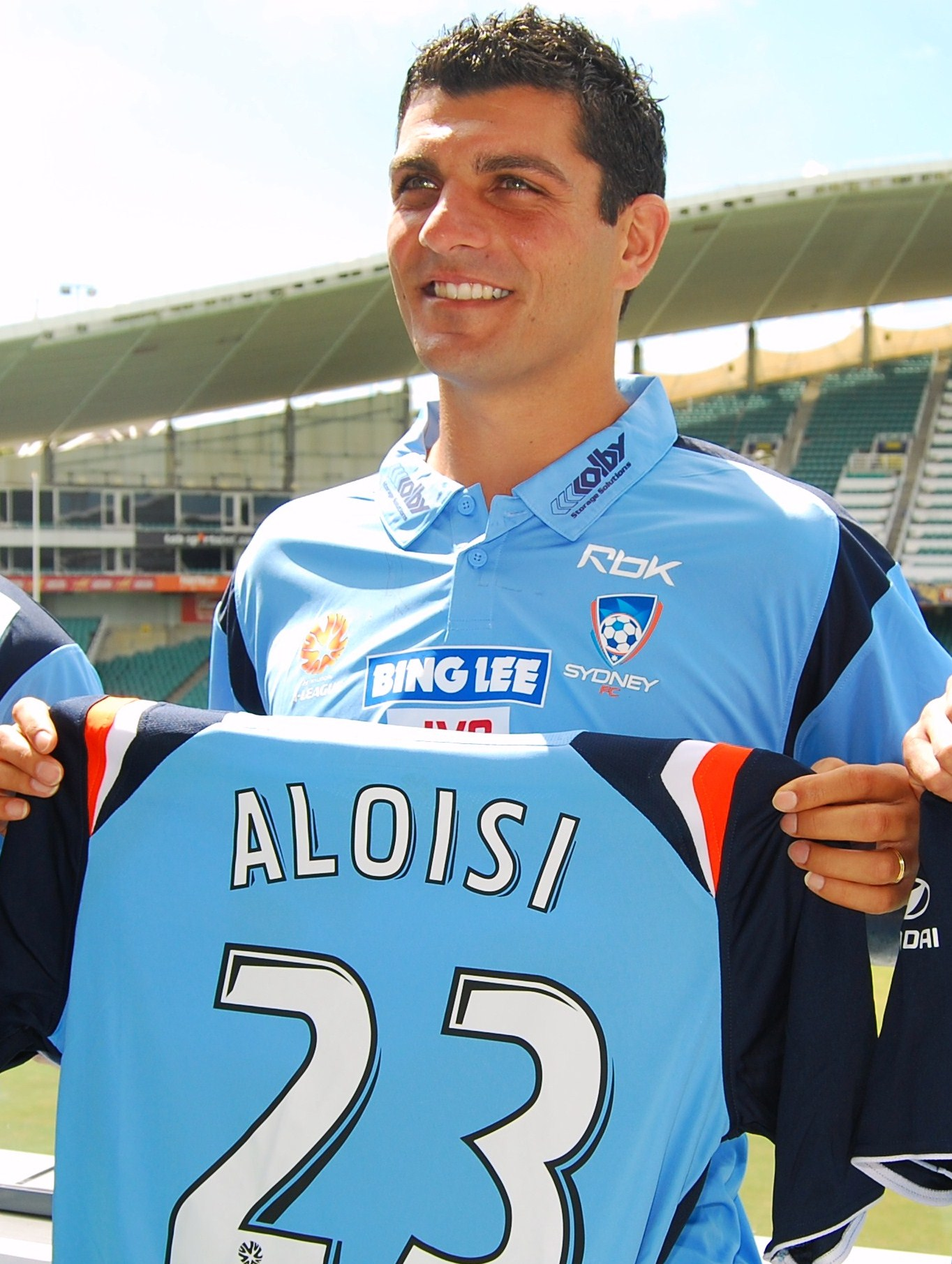
John Aloisi, jugador del club entre 2001 y 2005.

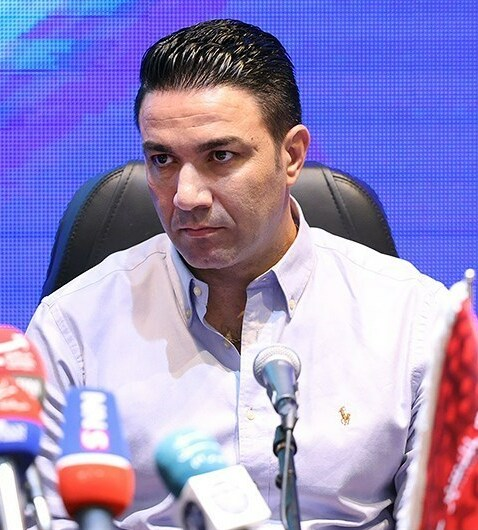
Javad Nekounam, jugador del club entre 2006-2012 y 2014-15.

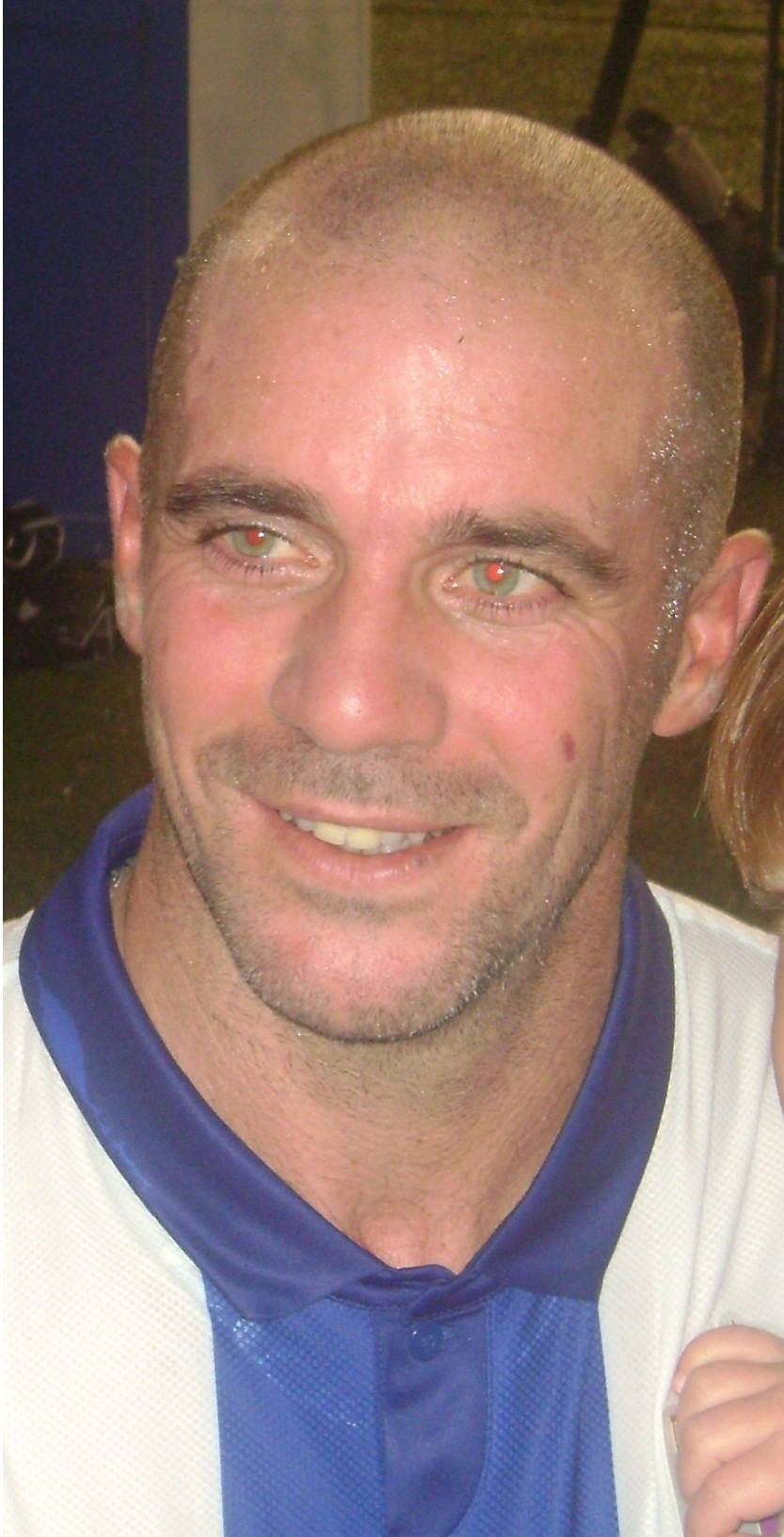
Walter Pandiani, jugador del club entre 2007 y 2011.

El 11 de junio de 2005 juega su primera final de Copa del Rey y queda subcampeón al perder en dicha final contra el Real Betis Balompié por 2-1 en la prórroga.
En la siguiente temporada, el conjunto rojillo accedió a la Copa de la UEFA como subcampeón de la Copa del Rey, ya que el Real Betis se clasificó para la Liga de Campeones de la UEFA. Sin embargo, el paso por la competición europea fue efímero. El Stade Rennais francés eliminó a los navarros tras vencer 3-1 en el partido de ida y empatar a 0 en el de vuelta.
En diciembre de 2005, el estadio pasa a denominarse Reyno de Navarra, en principio durante los siguientes tres años, debido al acuerdo entre el club y el Gobierno foral para promocionar y potenciar turísticamente a la Comunidad Foral de Navarra a cambio de una aportación económica.
En la temporada 2005/2006, de la mano del director técnico mexicano Javier Aguirre, Osasuna fue el subcampeón de invierno de la Liga. El 16 de mayo de 2006 se clasificó por primera vez en su historia para la Liga de Campeones de la UEFA de la siguiente temporada al quedar cuarto, aunque es eliminado por el Hamburgo en la tercera ronda previa de clasificación por la regla del gol visitante tras empatar a 0 el partido de ida en Alemania y empatar a 1 en el partido de vuelta disputado en Pamplona. Sin embargo, se clasificó para la Copa de la UEFA.
El 25 de febrero de 2007 disputó su partido número 1000 en la Primera División de España contra el Espanyol de Barcelona en el Reyno de Navarra. El resultado fue de 0-2 favorable al equipo barcelonés.
El 14 de marzo de 2007 logró una histórica clasificación para los cuartos de final de la Copa de la UEFA tras apear de la competición al poderoso Rangers F.C. de Escocia. Anteriormente, Osasuna eliminó al Girondins de Burdeos con un gol de Nekounam en el último minuto de la prórroga del partido de vuelta de dieciseisavos de final. El 12 de abril, Osasuna volvió a hacer historia al acceder a las semifinales después de eliminar al Bayer 04 Leverkusen con los resultados de 0-3 en Alemania y 1-0 en Pamplona. En dichas semifinales cayó derrotado por la mínima frente al Sevilla tras vencer en Pamplona 1-0 y perder en Sevilla 2-0. El Sevilla se proclamó a la postre campeón del torneo.
Tras el mal comienzo del equipo en la temporada 2008/2009, la Junta Directiva de Osasuna decidió destituir a Cuco Ziganda y poner en su lugar a José Antonio Camacho. El equipo permaneció en la posición de colista de la clasificación. Según el diario deportivo Marca, el Osasuna fue el equipo más perjudicado por los fallos arbitrales durante la temporada 2008-09. En denuncia de esa situación y después de la derrota en el partido jugado contra el Real Madrid en enero de 2009 en el que dejaron de señalarse dos penaltis a su favor. Finalmente, los de Camacho consiguen la permanencia en Primera División en el partido disputado en Pamplona, precisamente contra el Real Madrid, con victoria osasunista por 2-1.

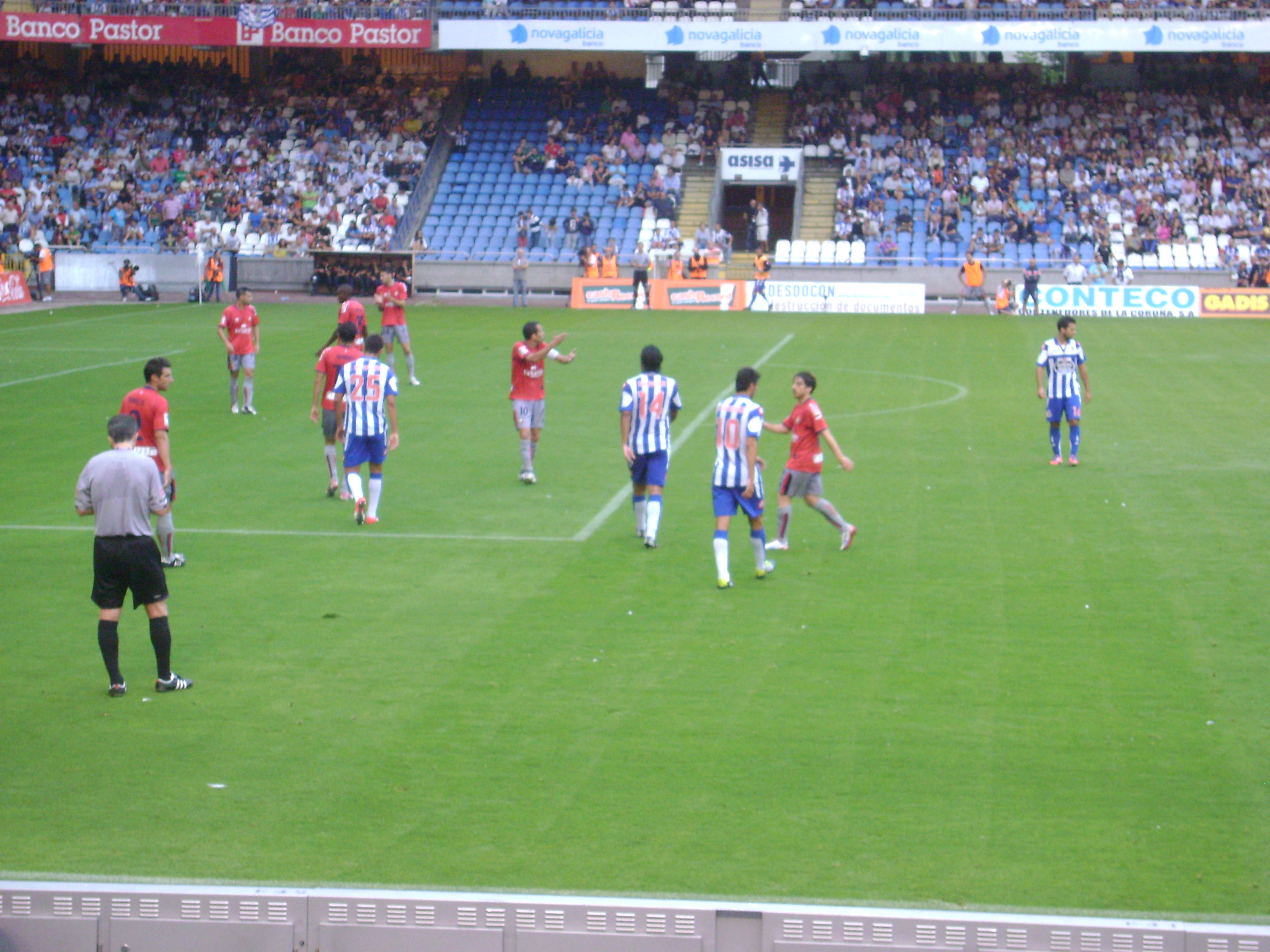
Imagen de un partido del Club Atlético Osasuna disputado frente al Real Club Deportivo de La Coruña.

En la temporada 2011/2012, José Luis Mendilibar consigue que el club se quede a un solo punto de la UEFA Europa League, en la 7.ª posición. El técnico renueva un año más con la entidad. En esta misma temporada, Pachi Izco deja el club tras una década de presidencia. Los socios, mediante las elecciones del 30 de junio de 2012, nombraron como nuevo máximo mandatario a Miguel Archanco. La temporada 2012/13 fue bastante peor que la anterior, tras una nefasta primera vuelta (fueron colistas en la jornada 18) el equipo comenzó a remontar y se salvó en la penúltima jornada al ganar 2-1 al Sevilla en el Reyno de Navarra.

### Vuelta a Segunda División
En la temporada 2013/14 José Luis Mendilibar continúa como entrenador rojillo. El CA Osasuna comienza la temporada perdiendo los 4 primeros partidos hasta ganar en la quinta jornada al Elche CF por (2-1). Antes, en la tercera jornada, el Osasuna pierde por (0-3) en El Sadar frente al Villarreal CF, una derrota que acabó con la destitución de José Luis Mendilibar y con la contratación de Javi Gracia como entrenador. Tras esta victoria contra el Elche CF llegaron dos derrotas consecutivas y volvió a ganar en la jornada 8 en La Rosaleda por (0-1). En la jornada 9 el equipo rojillo logra un meritorio empate ante el Barcelona (0-0). A partir de esa jornada logra 14 puntos más en la primera vuelta y acaba esta en 13.ª posición. En la segunda vuelta Osasuna pasa por una mala racha de resultados en alguna parte de la misma.
Llega a la última jornada con muchas opciones de descender. Finalmente, no se da ninguna sorpresa y el C.A. Osasuna desciende con 39 puntos, solo a uno de la salvación, que sí logran el Elche C.F. y la U.D. Almería con 40 puntos.
Así, Osasuna descendió tras 14 años en la máxima categoría del fútbol nacional.
La temporada en la Segunda División comenzó bien para Osasuna ya que venció por (2-0) al F. C. Barcelona B y se colocó líder, y en la segunda jornada logró sacar un empate de Zaragoza con un (1-1) frente al Real Zaragoza. Estas dos jornadas, que parecían presagiar una buena temporada, se fueron convirtiendo en un espejismo debido al mal balance defensivo de Osasuna, algo que se vio en la tercera jornada con una derrota en el Estadio El Sadar frente al Deportivo Alavés por (1-3). Después llegó un empate frente a la Unió Esportiva Llagostera (0-0) y una victoria ante el Real Club Deportivo Mallorca en un partido que no controló ninguno de los equipos y que acabó con un (6-4). A partir de aquí Osasuna tuvo tres derrotas consecutivas ante el Club Deportivo Lugo en otro partido sin dueño que acabó (4-3) para el equipo gallego, ante el Real Racing Club de Santander y ante la Agrupación Deportiva Alcorcón, ambos partidos con derrota de Osasuna por (2-0). Tras estas jornadas Osasuna vence al Club Deportivo Tenerife con un marcador de (3-2) final. Osasuna cayó derrotado de nuevo en la jornada siguiente ante el Real Sporting de Gijón y venció al Real Betis Balompié en la siguiente jornada. Tras una racha de cinco jornadas sin ganar y entre estas jornadas haber logrado sólo dos puntos ante el Girona F.C. y el Club Deportivo Numancia y no haber marcado ningún gol, Osasuna vuelve a lograr una victoria al derrotar al Real Valladolid con un (2-1). Tras esto, Osasuna logró enlazar dos victorias más ante la U.D. Las Palmas y ante el C. D. Leganés; partidos que acabaron con resultado de (2-1). Tras cosechar dos empates las dos jornadas siguientes, Osasuna venció en la jornada posterior al F. C. Barcelona B, lo que les acercó a la sexta plaza que ocupaba el Real Zaragoza, que precisamente era su próximo rival. Sin embargo, el partido de Osasuna frente al Real Zaragoza se aplazó debido a una nevada que cayó sobre Pamplona, al igual que el partido de la jornada posterior frente al Deportivo Alavés. Finalmente, el equipo navarro se despidió del sueño del ascenso tras acumular seis derrotas consecutivas ante la Unió Esportiva Llagostera, Real Club Deportivo Mallorca, Real Zaragoza, Deportivo Alavés, Club Deportivo Lugo y el Real Racing Club de Santander. Osasuna cortó esta racha con un empate frente a la Agrupación Deportiva Alcorcón (1-1). En las siguientes cinco jornadas Osasuna alternó derrotas como visitante y empates como local en el Estadio El Sadar y en la jornada 35 el equipo rojillo venció al Albacete Balompié con un (2-1). En la jornada siguiente cayó derrotado ante el Girona F.C. por (3-0) y después venció al C.D. Mirandés por (2-0). En la jornada 38 empató ante el Real Valladolid y en la 39 perdió frente la U. D. Las Palmas. Con la permanencia en juego aún para Osasuna, en la jornada 40 empató frente al C. D. Leganés y venció al Real Club Recreativo de Huelva, al que condenó a Segunda B. Osasuna llegó así a la última jornada fuera del descenso y 3 puntos por encima del Real Racing Club de Santander, aunque sin haber obtenido la salvación debido a que el equipo cántabro poseía el goal average sobre Osasuna. Finalmente, tras empatar (2-2) frente al CE Sabadell, Osasuna se mantuvo en Segunda División, eso sí, Osasuna sufrió mucho puesto que llegado el descanso el conjunto navarro perdía por (2-0) y el Real Racing Club de Santander ganaba (0-1) al Albacete Balompié, resultado con el concluyó ese encuentro, y en la segunda parte, Osasuna, consiguió remontar el partido, y con el (2-2) que conseguía Javier Flaño para el equipo rojillo, se desató la locura para Osasuna.

### Rápido regreso a Primera
La temporada 2015/2016 comenzó con muchas dudas, debido a la imposibilidad de fichar y que el equipo partía con jugadores de la cantera. Sin embargo, realizó un excelente comienzo: obtuvo 6 victorias en los primeros 10 partidos, que le situaron desde el principio en lo alto de la tabla (llegó a liderar la segunda división durante varias jornadas). El resto de la temporada se movió prácticamente siempre por la zona alta, sin embargo, perdió algo de fuelle, lo que le descartó del ascenso directo. De hecho, vio peligrar los puestos de promoción. Finalmente, el equipo rojillo se metió en dicha fase de ascenso como 6.º clasificado, gracias a su victoria en Oviedo (0-5) y otros resultados favorables, pues no dependía de sí mismo.
El 18 de junio eliminó en la final de play-off al Girona FC tras ganar 2-1 en El Sadar y 0-1 en Montilivi y certificó su regreso a Primera División. Anteriormente eliminó al Nástic de Tarragona en semifinales en esta fase de ascenso.

### Descenso a Segunda División
El equipo comenzó la Temporada con un empate (1-1) contra el Málaga CF, y tras varios malos resultados el equipo ocupó puestos de descenso con tan sólo 3 puntos. En la jornada 8° el equipo ganó su primer partido contra la SD Eibar (2-3). Tras la mala dinámica Enrique Martín fue cesado en la jornada 11° tras dejar al club en los puestos de descenso con 7 puntos. Su puesto lo ocupó Joaquín Caparrós que fue destituido cinco jornadas después tras perder (2-0) contra el Deportivo de La Coruña en la jornada 16° sin sumar ni un solo punto, Petar Vasiljević, que hasta ese momento era el director Deportivo, tomó las riendas del club hasta final de temporada.
El equipo confirmó su descenso matemáticamente a Segunda División el 26 de abril de 2017 tras perder contra el Barcelona por un (7-1), Su último partido en Primera División fue contra el Sevilla FC con un (5-0) a favor del Sevilla, el club finalmente terminó la temporada en la posición 19° con 22 puntos, cuatro victorias, diez empates y veinticuatro derrotas.
Petar Vasiljević tras no poder sacar al equipo navarro del descenso, dejó el club. El Osasuna presentó a Diego Martínez como nuevo entrenador del equipo navarro para intentar devolver al equipo navarro a la Primera División.

### La vuelta a la élite

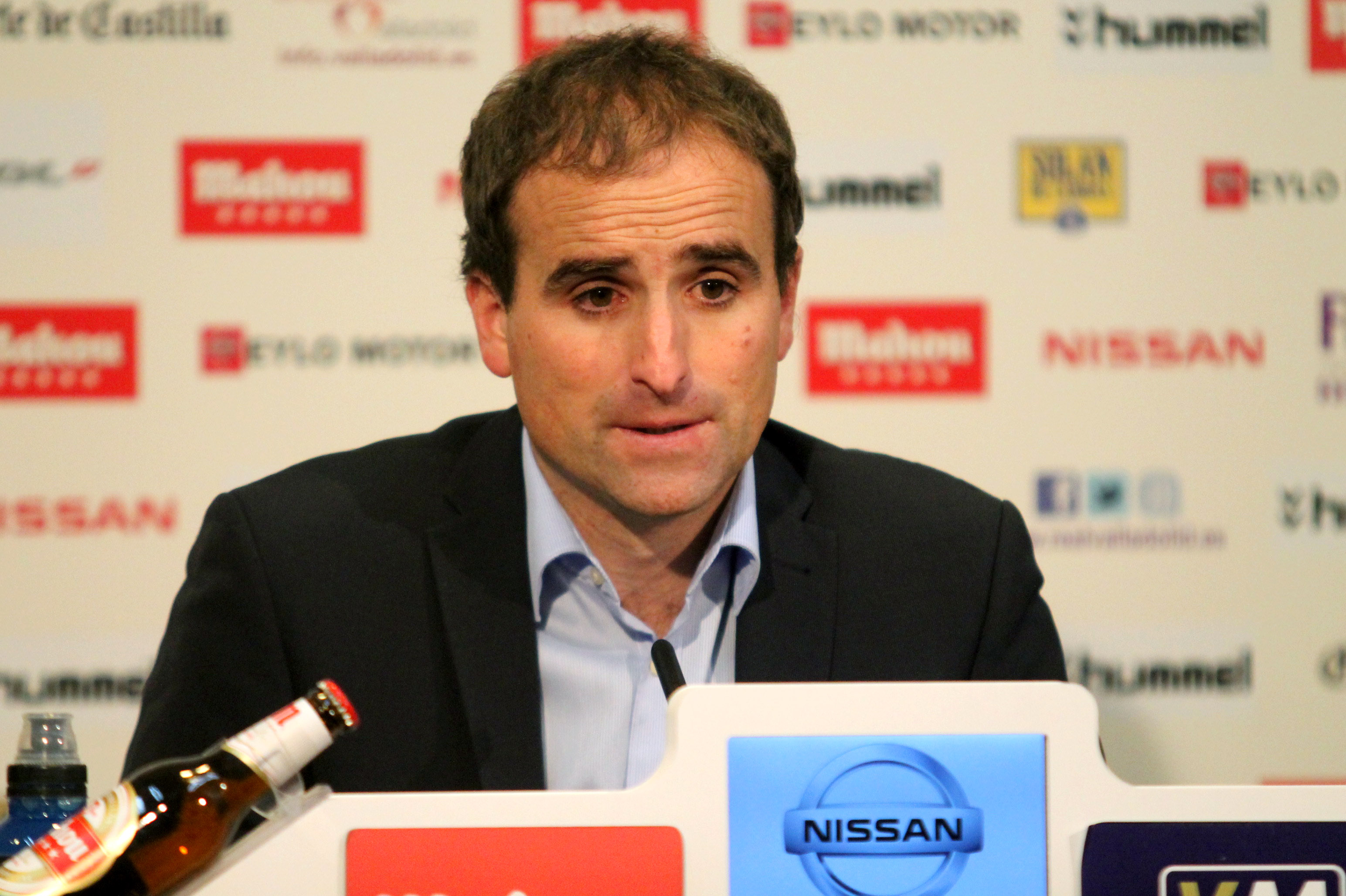
Jagoba Arrasate, entrenador osasunista desde 2018 hasta 2024. Logró clasificar al club para la final de la Copa del Rey por segunda vez en su historia.

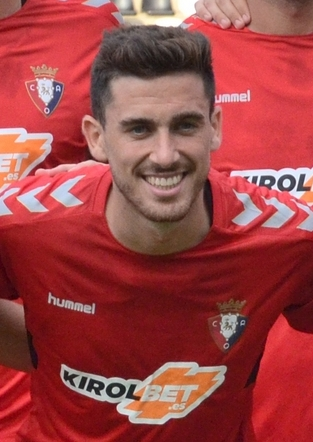
El canterano Kike Barja disputó la final de Copa 22/23.

Tras una temporada de altos y bajos a cargo de Diego Martínez, Osasuna no consiguió su objetivo principal de la temporada, el ascenso directo, ni siquiera la entrada en las posiciones de play-off que permitieron al cuadro navarro luchar por el ascenso. En la última jornada, Osasuna cayó derrotado por 1-0 en el Nuevo Estadio Municipal José Zorrilla por el Valladolid que ocupó gracias a ese triunfo la última plaza de play-off y, a la postre, ascendió a la división de oro del fútbol español. Tras estos resultados, y a pesar de ciertas dudas en la directiva, se decide destituir a Diego Martínez y comenzar un nuevo proyecto liderado por Jagoba Arrasate el hasta entonces entrenador del Numancia, que cayó en la temporada 2017-2018 en la final por el ascenso contra el mismo Valladolid.
Durante la temporada 2018-2019, los chicos de Jagoba Arrasate cumplieron por encima de las expectativas generadas, puesto que la directiva, en el inicio de la temporada, tan sólo le exigió al nuevo entrenador del cuadro navarro recuperar la comunión con la grada del El Sadar, con unos aficionados que se habían sentido muy alejados de la imagen del equipo en la anterior campaña por pecar quizás de técnico y estricto en el juego. Con Jagoba, Osasuna se mostró como un dificilísimo local; consiguió la mejor racha de victorias seguidas en Segunda División (19) y batió récords en la historia del club.
El 20 de mayo de 2019, Osasuna certifica matemáticamente su ascenso a la Primera División tras la victoria del Granada CF por 0-1 ante el Albacete Balompié en el Estadio Carlos Belmonte, equipos que hasta entonces perseguían al conjunto navarro por las plazas de ascenso directo. Siguieron el partido con emoción la plantilla, el cuerpo técnico y la directiva desde el estadio del El Sadar, donde también se congregaron medios de comunicación ante la noticia y la celebración que llevó esa misma noche de lunes a la ciudad de Pamplona al festejo por todo lo alto y el equipo fue recibido una hora después en la Plaza del Castillo de la capital navarra. Las celebraciones se alargaron durante el día siguiente con el recorrido por las calles en autobús descapotable y visitas institucionales y religiosas. 
A falta de tres jornadas, Osasuna ya sabía que era nuevo equipo de la Primera División y ahora sólo le restaba luchar por certificar el campeonato de Liga con un solo competidor tras ellos, el Granada CF de Diego Martínez, el que fue entrenador el pasado curso del conjunto "rojillo" y el equipo que certificó la celebración en primer término de los rojillos. Durante la temporada, destacaron los nombres de los renacidos capitanes Roberto Torres -quien destacó en su faceta goleadora ya que fue pichichi del equipo- y Oier Sanjurjo que muchos dieron por defenestrados tras las campañas anteriores, así como el fichaje estrella de Rubén García -máximo asistente de la Liga-, lo que llevó a destacar también el buen hacer de la faceta de planificación deportiva en la vieja capital del río Arga.

## Infraestructura

### Estadio
Estadio El Sadar es el campo de fútbol donde juega sus partidos el Club Atlético Osasuna.

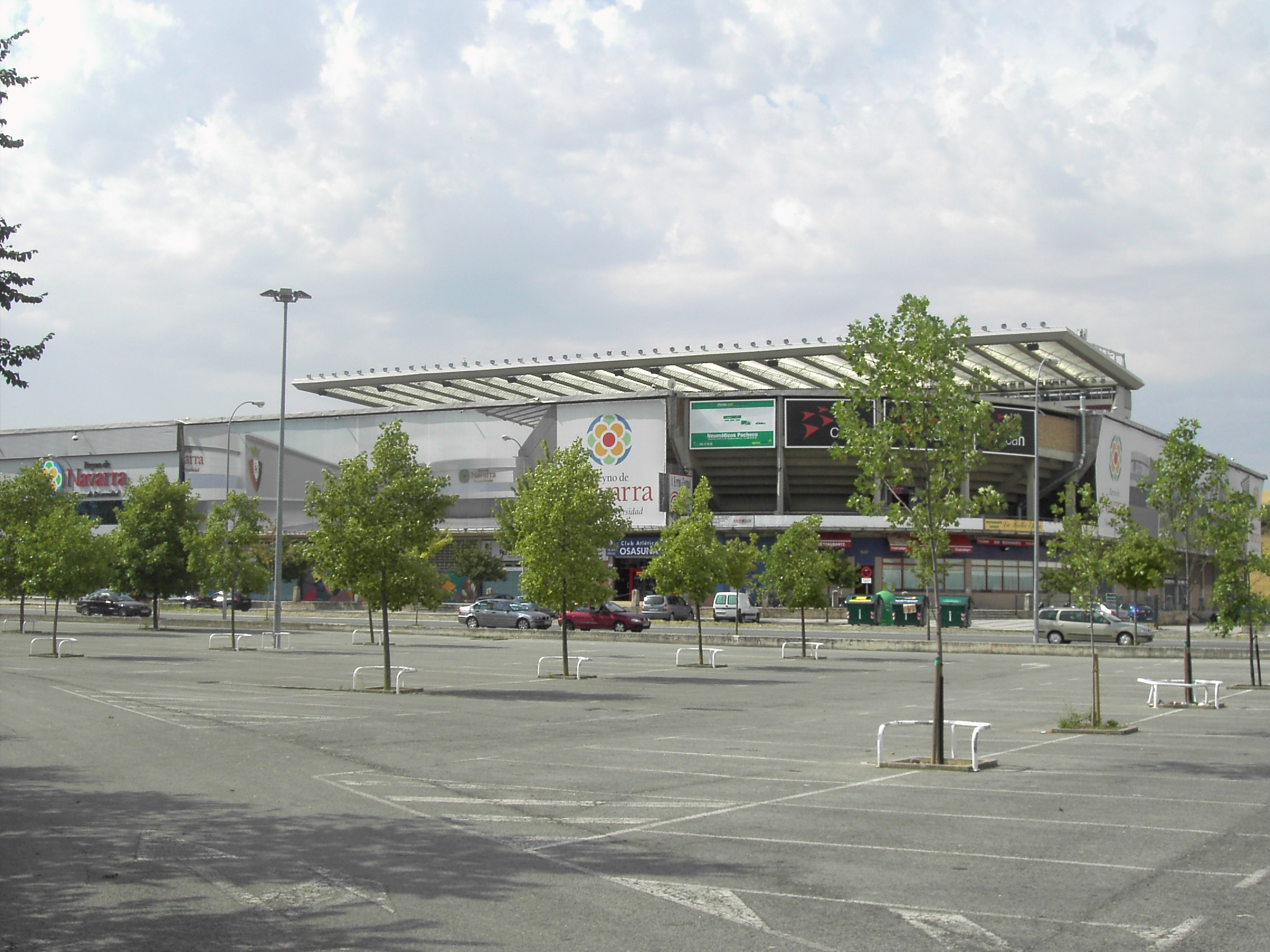
Vista del antiguo estadio "Reyno de Navarra" antes de someterse a una fase de remodelación.

El Sadar (nombre tomado del río Sadar, que se encuentra en las inmediaciones del estadio), el estadio del club, tiene una capacidad de 23.516 espectadores sentados. Inaugurado en 1967 y somentido a una profunda reforma en 2021, las dimensiones de su terreno de juego son de 105 metros de largo y 67,5 metros de ancho.

### Instalaciones deportivas
En las Instalaciones Deportivas de Tajonar, inauguradas en el mes de julio de 1982 bajo la presidencia de Fermín Ezcurra, se encuentra la Escuela de Fútbol de Tajonar, donde se forman jugadores al fin de que se integren en la disciplina profesional del C.A. Osasuna. Con una superficie de 80.000 metros cuadrados, completan una vieja pretensión del club con el fin de trabajar con la cantera. Los entrenamientos del conjunto rojillo se realizan en dichas instalaciones.
En la temporada 1987/88, se adquirieron en propiedad 80.000 metros cuadrados más de terrenos lindantes a las Instalaciones de Tajonar. En 2001, mientras tanto, la Ciudad Deportiva se vio ampliada con la construcción de tres nuevos campos y sus respectivos vestuarios y las Instalaciones de Tajonar pasaron a contar con dos campos de hierba natural, dos de hierba artificial, dos de arena y un campo de hierba natural que se utiliza para el entrenamiento de porteros.
Con las últimas remodelaciones de las instalaciones realizadas en 2012, todos los campos fueron definitivamente transformados en campos de hierba artificial de última generación, con un coste de 700.000 euros.

### Escudo

El escudo de Pamplona aparece en el del club.

## Símbolos

### Himno
El club cuenta con un himno histórico titulado "Aupa Osasuna". Fue compuesto por el Maestro Turrillas, y la grabación fue realizada por Los Iruñako en 1959.
En septiembre de 2022 se viralizó por todo el mundo un breve vídeo de Tik Tok, grabado en 2017 en Uganda por el pamplonés Eneko Elósegui, en el que aparecían unos niños de un poblado coreando "Osasuna nunca se rinde".

### Mascota

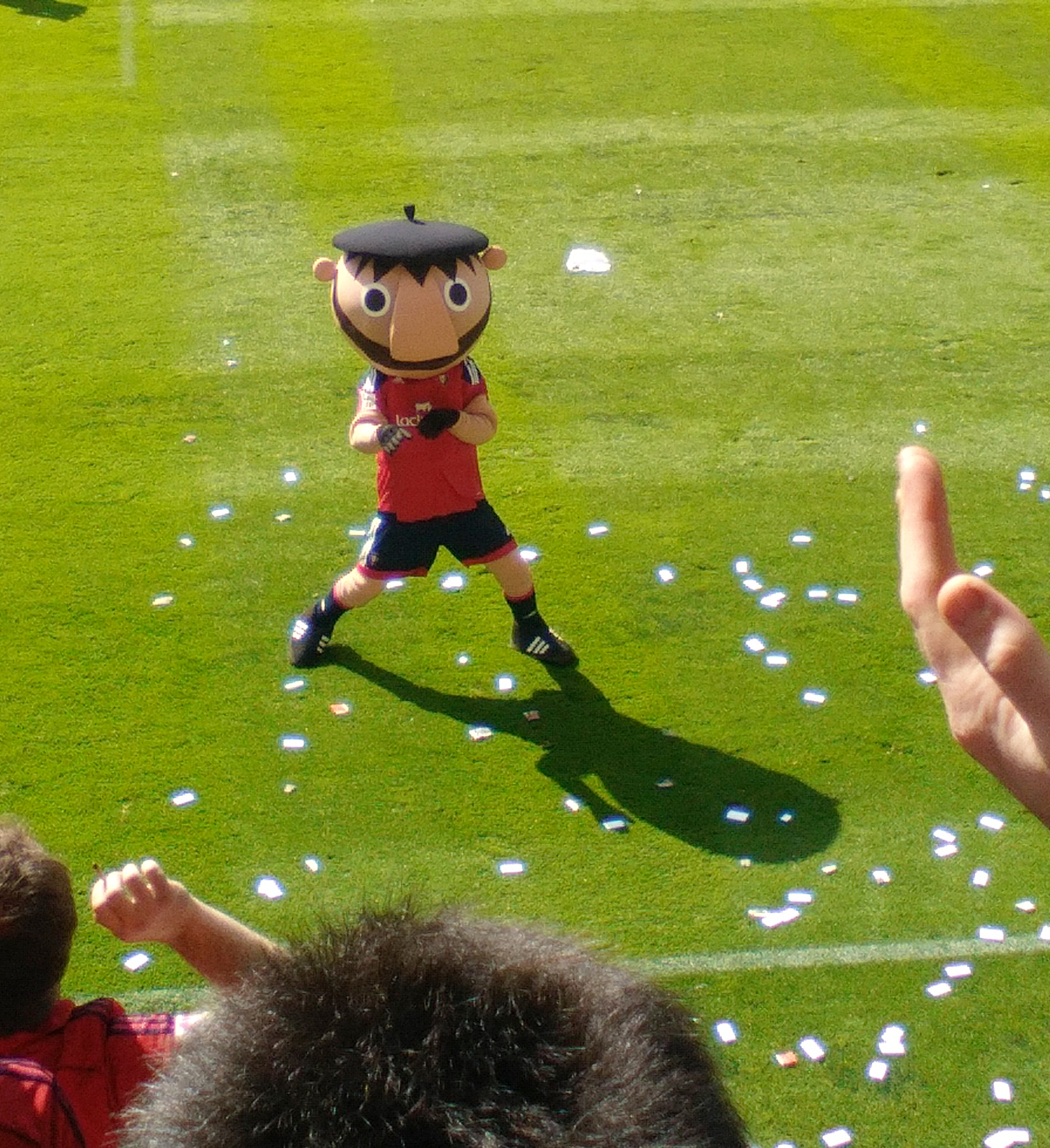
Rojillo, mascota del Osasuna, anima a la afición en El Sadar.

Las mascotas de Osasuna son Rojillo y Rojilla, un simpático aficionado vestido con el uniforme completo del equipo y caracterizado por su gran cabeza y su inconfundible txapela. Rojillo suele aparecer antes y durante el descanso de los partidos celebrados en El Sadar para animar y divertir a la afición. Rojillo, única mascota de la historia del Osasuna, nació en 1999 y desapareció en 2002. En 2016, tras 14 años de ausencia, Rojillo reapareció con una estética diferente y más acorde a los nuevos tiempos.
Rojillo se creó a iniciativa de la junta directiva de Javier Miranda en 1999. Varios artistas navarros presentaron un total de 273 bocetos de la mascota, de entre los cuales se eligió como ganador el de Jesús Monreal, que representaba a un aficionado del Osasuna con una amplia cabeza, una nariz respingona y una gran txapela. El muñeco, que era portado por Iñigo Subiza, se encargó de dar ambiente en los partidos durante tres temporadas en Segunda y Primera División; son célebres los conjuros que realizaba con un gran caldero humeante en el terreno de juego de El Sadar. En 2002, Patxi Izco, recién llegado a la presidencia del club, decidió deshacerse de Rojillo y tiró el traje de la mascota a un contenedor de obra situado en los aledaños del estadio, lo que causó cierta polémica.
Un sábado, catorce años más tarde, aparecieron unos brazos en diversos contenedores de Pamplona con el lema «Quiero volver», que hacían pensar en el regreso de la mascota. Al día siguiente, el 13 de marzo de 2016, Rojillo volvió a aparecer en los prolegómenos del partido ante el Deportivo Alavés de la temporada 2015-2016. Ante un estadio de El Sadar abarrotado con motivo de la disputa de un encuentro muy esperado, un renovado Rojillo emergió de un gran contenedor ubicado en el centro del campo.
El jueves 22 de septiembre de 2016, Rojillo encontró a su "media naranja", Rojilla, compañera de Rojillo y símbolo de la creciente y ansiada inclusión femenina en el universo osasunista.

## Indumentaria
- Uniforme local: Camiseta roja, pantalón azul marino y medias negras.
- Uniforme visitante: Camiseta verde, pantalón verde y medias verdes.
- Uniforme alternativo: Camiseta blanca, pantalón blanco y medias blancas.
- Patrocinador:  Kosner
- Firma deportiva:  Macron

### Historial de marcas y patrocinadores del uniforme
A continuación se detalla una tabla con todas las marcas y patrocinadores que ha tenido el club desde 1985, en orden cronológico.
| Marcas y patrocinadores | Marcas y patrocinadores | Marcas y patrocinadores                                 | Marcas y patrocinadores                                                                 | Marcas y patrocinadores |
| Periodo                 | Marca de la equipación  | Patrocinador principal                                  | Patrocinador adicional                                                                  |                         |
| ----------------------- | ----------------------- | ------------------------------------------------------- | --------------------------------------------------------------------------------------- | ----------------------- |
| 1983-1986               | Meyba                   | ninguno                                                 | ninguno                                                                                 |                         |
| 1986-1987               | link:Ressy              | ninguno                                                 | ninguno                                                                                 |                         |
| 1987-1990               | link:Umbro (marca)      | Rosado de Navarra                                       | ninguno                                                                                 |                         |
| 1990-1994               | Line 7                  | Huarte                                                  | ninguno                                                                                 |                         |
| 1994-1995               | Line 7                  | link:Diario de Noticias de Navarra                      | ninguno                                                                                 |                         |
| 1995-1998               | link:Kappa (marca)      | Caja Navarra                                            | ninguno                                                                                 |                         |
| 1998-2001               | Astore                  | Caja Navarra                                            | ninguno                                                                                 |                         |
| 2001-2002               | Astore                  | Señorío de Sarría                                       | ninguno                                                                                 |                         |
| 2002-2003               | Astore                  | Caja Navarra                                            | ninguno                                                                                 |                         |
| 2005-2006               | Astore                  | Caja Navarra / Reyno de Navarra (en la Copa de la UEFA) | ninguno                                                                                 |                         |
| 2006-2008               | Astore                  | Restaura                                                | ninguno                                                                                 |                         |
| 2008-2010               | Diadora                 | Yingli Solar                                            | Caja Navarra                                                                            |                         |
| 2010-2012               | Astore                  | ninguno                                                 | Caja Navarra                                                                            |                         |
| 2012-2013               | Astore                  | Lacturale                                               | Caja Navarra                                                                            |                         |
| 2013-2016               | link: Adidas            | Lacturale                                               | Caja Navarra                                                                            |                         |
| 2016-2018               | link: Adidas            | ninguno                                                 | Euskaltel Construcciones y Obras Victorino Vicente Selk                                 |                         |
| 2018-2020               | Hummel                  | Kirolbet                                                | Euskaltel Construcciones y Obras Victorino Vicente Selk                                 |                         |
| 2020-2023               | link: Adidas            | Verleal                                                 | Clínica Universidad de Navarra Construcciones y Obras Victorino Vicente Selk Celer      |                         |
| 2023-2024               | link: Adidas            | Kosner                                                  | Clínica Universidad de Navarra Construcciones y Obras Victorino Vicente Selk Celer      |                         |
| 2024-2030               |                         | Kosner                                                  | Clínica Universidad de Navarra Construcciones y Obras Victorino Vicente Selk Celer DIGI |                         |

## Presidentes
Osasuna ha tenido un total de veintitrés presidentes electos por los socios a lo largo de toda su historia hasta la actualidad.
| Periodo   | Nombre                  |
| --------- | ----------------------- |
| 1920-1920 | Eduardo Aizpún          |
| 1920-1921 | Joaquín Rasero          |
| 1921-1923 | Rafael Álvarez          |
| 1923-1923 | Natalio Cayuela         |
| 1923-1926 | Eduardo Aizpún          |
| 1926-1928 | Aurelio Álvarez         |
| 1928-1935 | Natalio Cayuela         |
| 1935-1940 | Ambrosio Izu            |
| 1940-1941 | Vicente Jáuregui        |
| 1941-1943 | Antonio Lizarza         |
| 1943-1943 | Daniel Taberna          |
| 1943-1944 | Antonio Archanco        |
| 1944-1947 | Antonio Lizarza         |
| 1947-1948 | Antonio Mª Istúriz      |
| 1948-1951 | Angel Goicoechea        |
| 1951-1954 | Daniel Taberna          |
| 1954-1955 | Anastasio Andía         |
| 1955-1959 | Valentín Pueyo          |
| 1959-1970 | Jacinto Saldise         |
| 1970-1971 | Emilio García Ganuza    |
| 1971-1994 | Fermín Ezcurra          |
| 1994-1996 | Javier Garro            |
| 1996-1998 | Juan Luis Irigaray      |
| 1998-2002 | Javier Miranda          |
| 2002-2012 | Francisco José Izco     |
| 2012-2014 | Miguel Archanco Taberna |
| 2014-act  | Luis Sabalza Iriarte    |

## Datos del club
- Número de socios 2025/26: 20.128
- Presupuesto 2025/26: 82.000.000€
- Temporadas en Primera División: 44 (incluida la temporada 2025-26)
  - Puesto en la Clasificación histórica de 1ª División de España: 13.º
  - Partidos jugados: 1.545
  - Partidos ganados: 500
  - Partidos empatados: 394
  - Partidos perdidos: 651
  - Goles a favor: 1.744
  - Goles en contra: 2.135
  - Puntos: 1.641
- Temporadas en Segunda División: 38
  - Puesto en la Clasificación histórica de 2ª División de España: 19.º
  - Partidos jugados: 1.191
  - Partidos ganados: 488
  - Partidos empatados: 254
  - Partidos perdidos: 449
  - Goles a favor: 1.767
  - Goles en contra: 1.633
  - Puntos: 1.361
- Temporadas en Segunda División B: 0 (1 si se considera como tal la temporada 1928/29)
- Temporadas en Tercera División: 13 (12 si se considera «2ª B» la temporada 1928/29)
- Mejor puesto en Primera División: 4.º (1990/91 y 2005/06)
- Peor puesto en Primera División: 20.º (1993/94)
- Mejor puesto en Segunda División de España: 1.º (1952/53, 1955/56, 1960/61 y 2018/19)

### Componentes de dirección del club
- Junta directiva[31]
  - Presidente: Luis Sabalza
  - Vicepresidente primero: José Manuel Piquer
  - Vicepresidente segundo: César Muniain
  - Secretario: José Manuel Piquer
  - Comisión de control: Gonzalo Larrondo, Juan María Erice, Eduardo Jiménez y Felipe Esparza
  - Tesorero: Josetxo Pérez de Zabalza
  - Contador: Ignacio Yániz
  - Vocal: Andrés Burguete
- Empleados de dirección del club
  - Director General: Francisco Canal
  - Gerente: Ángel Ardanaz
  - Director Comercial: Xabier Larraya
  - Protocolo: Ainhoa Janín
  - Dirección del fútbol base: Ángel Alcalde y Patxi Puñal
  - Comunicación: Aitor Royo y Santiago Zuza.
  - Marketing: Ana Herrero y Ainhoa Janín
  - Administración: José Mari Iglesias y Tamara Urroz
  - Área Socios/as: Mikel Vivanco

### Otros datos
- Osasuna cuenta con una gran cantera futbolística, una de las mayores de España, con quince equipos en categorías inferiores (incluidos dos equipos femeninos) y acuerdos de colaboración con más de un centenar de clubes de Navarra. Además, organiza anualmente una Escuela de Fútbol, consistente en la impartición de clases a jóvenes futbolistas en diferentes localidades de la provincia.

- Estas actividades están coordinadas por la Fundación Osasuna, cuyos objetivos incluyen la creación de actividades sociales, culturales y deportivas, además de promover el fútbol base de la Comunidad.

- El club cuenta con 94 peñas oficiales, no sólo en Navarra, sino en numerosos puntos de España, e incluso, en lugares tan distantes como México, Uruguay y Suiza.

- Hace poco contaba con secciones de pelota vasca y natación y, hace unos años, tuvo una de hockey patines y otra de ciclismo (años 1925, 1926 y 1942).

- Es el único club de fútbol de Navarra que ha estado tanto en Primera como en Segunda División.

- Los aficionados celebran los triunfos del equipo en la Plaza del Castillo de la capital navarra.[32]

### Denominaciones
Durante su historia la entidad únicamente varió su denominación en una ocasión, al poco tiempo de su establecimiento. El club se fundó con el nombre de Sportiva Foot-ball Club hasta que se regularizó un año después como Club Osasuna, para pasar después a ser Club Atlético Osasuna, denominación vigente desde 1926.
Siempre ha existido la controversia entre denominarlo de forma coloquial como "el Osasuna", tal y como se refiere el público en general al resto de equipos (el Madrid, el Barcelona, el Athletic, el Sevilla,...) o, simplemente, "Osasuna". Fundéu teoriza que sería recomendable que llevara el artículo al igual que los otros clubes, en el español peninsular, si bien reconoce que es una conclusión no dogmática.
A continuación se listan las distintas denominaciones de las que ha dispuesto el club durante su historia:
- Sportiva Foot-ball Club: (1919-20) Referido como tal previo a su regularización.
- Club Osasuna: (1920-26) Regularización del club.
- Club Atlético Osasuna: (1926-Act.) Se especifica la disciplina del club.

## Palmarés
Nota: en negrita competiciones vigentes en la actualidad. Indicado el récord del torneo 
Torneos nacionales (11)
| Competición nacional       | Competición nacional | Títulos                       | Subcampeonatos  |
| -------------------------- | -------------------- | ----------------------------- | --------------- |
| Copa del Rey               | -                    |                               | 2005, 2023. (2) |
| Segunda División de España | 4                    | 1953, 1956, 1961, 2019.       | 1940, 2000. (2) |
| Tercera División de España | 5                    | 1932, 1969, 1972, 1975, 1977. |                 |
| Copa Presidente FEF        | -                    |                               | 1940.           |

Torneos regionales (4)
| Competición regional        | Competición regional | Títulos     | Subcampeonatos |
| --------------------------- | -------------------- | ----------- | -------------- |
| Campeonato de Navarra       | 2                    | 1929, 1939. |                |
| Trofeo Mancomunado          | -                    |             | 1940.          |
| Copa Vasca                  | -                    |             | 1935.          |
| Campeonato de Euskal Herria | 2                    | 2021, 2023. | 2020, 2024.    |

### Trayectoria
Ocupa el decimocuarto puesto en la clasificación histórica de la Primera División de España entre los sesenta y tres participantes históricos, la cual ha disputado un total de 41 temporadas. Su mejor actuación es un cuarto puesto logrado en las temporadas 1990-91 y 2005-06, mientras que su peor actuación fue en la temporada 1993-94 cuando finalizó en el vigésimo puesto y descendió de categoría. En la Copa del Rey, ha alcanzado la final en dos ocasiones a lo largo de su historia, y fue derrotado en ambas, en 2005 y 2023.
En cuanto al panorama internacional, el club navarro es uno de los clubes españoles que ha participado en la Liga de Campeones de la UEFA, la más prestigiosa competición de clubes en Europa —en la temporada 2006-07—. A ella se suman otras tres en la segunda competición vigente, la Liga Europa de la UEFA, antes Copa de la UEFA, y en la que debutó en la campaña 1985-86. Su mejor actuación se produjo en la citada 2006-07 en la Copa UEFA, a la que accedió tras caer en la fase de clasificación previa de la Liga de Campeones, donde fue eliminado en las semifinales por el Sevilla Fútbol Club por un 2-1 global.
En el resto de categorías españolas cuenta con 37 apariciones en la Segunda División, de la que se ha proclamado campeón cuatro veces, y 13 en la Tercera División, con siete campeonatos.
Fue nombrado mejor equipo del mundo del mes de diciembre de 2006 por la IFFHS.
Sus mayores goleadas conseguidas en la máxima categoría española son un 6-0 como local al Real Betis Balompié en la temporada 1936-37 y un 0-5 a domicilio al mismo conjunto en la temporada 2006-07. En cambio las mayores goleadas recibidas son un 1-8 en Pamplona frente al Athletic Club en la campaña 1958-59, y un 8-0 como visitante frente al Real Madrid Club de Fútbol y el Fútbol Club Barcelona en 1958-59 y 2011-12 respectivamente. Sus máximas victorias en partido oficial fueron un 10-0 frente al Club Deportivo Indarra en el Campeonato Regional de Navarra el 12 de diciembre de 1928, y un 12-1 frente a la Real Sociedad Deportiva Alcalá en la fase de permanencia de la Segunda División 1942-43, donde Julián Vergara anotó diez tantos, el mayor registro logrado nunca en competición española por un jugador.

## Organigrama deportivo

### Jugadores
Entre los goleadores históricos destaca el navarro Julián Vergara, como el máximo realizador en la historia del club con más de 187 goles en al menos 184 partidos, registro que permanece desde la temporada 1942-43 como inalcanzable. Es debido a esa escasez de referencias por la que se ha señalado equivocadamente durante mucho tiempo a Sabino Andonegui como el máximo goleador del club con 127 goles desde la década de 1960. El delantero croata Ante Budimir, es el máximo goleador de la historia del club en Primera División con 64 goles. Destacar también al guipuzcoano Sabino Andonegui, que está en segunda posición del ranking con 57 goles anotados. El mismo jugador guipuzcoano recibió el Trofeo Patricio Arabolaza - Furia Española en la temporada 1957-58, entregado al futbolista español que cada temporada se hubiese destacado por su garra, fuerza y entrega.

El centrocampista navarro Patxi Puñal, formado en las categorías inferiores del club, es quien más partidos oficiales ha disputado con 513 repartidos en 17 temporadas. Es también el que más partidos ha disputado del Campeonato Nacional de Liga con 420, y 40.566 minutos sumados en todas las competiciones. Tras él se sitúa José Manuel Echeverría con 396 encuentros.
Entre los jugadores de la actual plantilla es Rubén García quien acumula más partidos en el club con 259.
A continuación se detallan los jugadores con más goles marcados, más partidos disputados y más temporadas disputadas en la historia del club.
| Máximos goleadores | Máximos goleadores     | Máximos goleadores | Más partidos disputados | Más partidos disputados | Más partidos disputados | Más partidos disputados | Más temporadas disputadas | Más temporadas disputadas               | Más temporadas disputadas |
| ------------------ | ---------------------- | ------------------ | ----------------------- | ----------------------- | ----------------------- | ----------------------- | ------------------------- | --------------------------------------- | ------------------------- |
| 1.                 | Julián Vergara         | +187 goles         | 1.                      | Patxi Puñal             | 513 partidos            | 40.566 min.             | 1.                        | Patxi Puñal                             | 17 años                   |
| 2.                 | Sabino Andonegui       | 127 goles          | 2.                      | José Manuel Echeverría  | 396 partidos            | 30.054 min.             | 2.                        | Miguel Flaño / Javier Vicuña            | 15 años                   |
| 3.                 | José Manuel Echeverría | 107 goles          | 3.                      | Javier Castañeda        | 395 partidos            | 34. 320 min.            | 3.                        | José Manuel Echeverría / Josetxo Romero | 14 años                   |
| 4.                 | Patxi Iriguíbel        | 103 goles          | 4.                      | César Cruchaga          | 386 partidos            | 33.359 min.             | 4.                        | Oier Sanjurjo                           | 13 años                   |
| 5.                 | Ante Budimir           | 70 goles           | 5.                      | Eugenio Bustingorri     | 376 partidos            | 31.992 min.             | 5.                        | César Cruchaga / Eugenio Bustingorri    | 12 años                   |
| Ver lista completa | Ver lista completa     | Ver lista completa | Ver lista completa      | Ver lista completa      | Ver lista completa      | Ver lista completa      | Ver lista completa        | Ver lista completa                      | Ver lista completa        |

Nota: En negrita los jugadores aún activos en el club. Temporadas contabilizadas con ficha del primer equipo.

### Plantilla y Cuerpo técnico 2025/26
- La normativa de la LFP obliga a los jugadores del primer equipo a llevar dorsales del 1 al 25. Los jugadores con dorsales del 26 en adelante se consideran, a todos los efectos, jugadores del Club Atlético Osasuna B y podrán compaginar partidos con el primer y segundo equipo.
- Los equipos españoles están limitados a tener en la plantilla un máximo de tres jugadores sin pasaporte de la Unión Europea. La lista incluye solo la principal nacionalidad de cada jugador, algunos de los jugadores no europeos tienen doble nacionalidad de algún país de la UE:

### Altas y bajas 2025/26
| Jugador/Entrenador | Posición       | Procedencia      | Tipo             | Costo      |
| ------------------ | -------------- | ---------------- | ---------------- | ---------- |
| Alessio Lisci      | Entrenador     | C.D. Mirandés    | Libre            |            |
| Jorge Moreno       | Defensa        | F.C. Cartagena   | Vuelve de cesión |            |
| Iker Benito        | Defensa        | C.D. Mirandés    | Vuelve de cesión |            |
| Valentin Rosier    | Defensa        | C.D. Leganés     | Libre            |            |
| Víctor Muñoz       | Centrocampista | Real Madrid C.F. | Traspaso         | 5.000.000€ |
| Ander Yoldi        | Centrocampista | Córdoba C.F.     | Vuelve de cesión |            |

| Jugador/Entrenador | Posición       | Destino          | Tipo            | Costo       |
| ------------------ | -------------- | ---------------- | --------------- | ----------- |
| Vicente Moreno     | Entrenador     | Al-Wakrah S.C.   | Fin de contrato |             |
| Jorge Moreno       | Defensa        | Cádiz C.F.       | Fin de contrato |             |
| Jesús Areso        | Defensa        | Athletic Club    | Traspaso        | 12.000.000€ |
| Unai García        | Defensa        | Panetolikos      | Fin de contrato |             |
| Rubén Peña         | Defensa        | C.D. Leganés     | Fin de contrato |             |
| Pablo Ibañez       | Centrocampista | Deportivo Alavés | Fin de contrato |             |
| Bryan Zaragoza     | Centrocampista | Bayern de Múnich | Fin de cesión   |             |
| José Arnaiz        | Delantero      | Granada C.F.     | Fin de contrato |             |

### Trofeos individuales

#### Trofeo Pichichi
- Patxi Iriguibel (1978-79 y 1979-80)

### Cuerpo técnico
El italiano Alessio Lisci es desde el 23 de junio de 2025 el entrenador del primer equipo. Es el decimoquinto técnico en lo que va de siglo y el primer entrenador italiano en la historia del club. El último equipo que dirigió fue el C. D. Mirandés, y reemplazó al valenciano Vicente Moreno que dirigió el club durante la temporada 2024/25.

### Directiva
| \| Lista de presidentes del CA Osasuna[46] \| Lista de presidentes del CA Osasuna[46] \| Lista de presidentes del CA Osasuna[46] \| Lista de presidentes del CA Osasuna[46] \| Lista de presidentes del CA Osasuna[46] \| \| --------------------------------------- \| --------------------------------------- \| --------------------------------------- \| --------------------------------------- \| --------------------------------------- \| \| Año \| Presidente (1920-1951) \| \| Año \| Presidente (1951-2025) \| \| 1920 - 1921 \| Joaquín Rasero \| 1951 - 1954 \| Daniel Taberna \| \| \| 1921 - 1923 \| Rafael Álvarez \| 1954 - 1955 \| Anastasio Andía \| \| \| 1923 - 1924 \| Natalio Cayuela \| 1955 - 1959 \| Valentín Pueyo \| \| \| 1924 - 1928 \| Aurelio Álvarez \| 1959 - 1970 \| Jacinto Saldise \| \| \| 1928 - 1935 \| Natalio Cayuela \| 1970 - 1971 \| Emilio García \| \| \| 1935 - 1940 \| Ambrosio Izu \| 1971 - 1994 \| Fermín Ezcurra \| \| \| 1940 - 1941 \| Vicente Jáuregui \| 1994 - 1996 \| Javier Garro \| \| \| 1943 - 1944 \| Antonio Archanco \| 1996 - 1998 \| Juan Luis Irigaray \| \| \| 1941 - 1943 \| Antonio Lizarza \| 1998 - 2002 \| Javier Miranda \| \| \| 1947 - 1948 \| Antonio María Istúriz \| 2002 - 2012 \| Patxi Izco \| \| \| 1944 - 1947 \| Antonio Lizarza \| 2012 - 2014 \| Miguel Archanco \| \| \| 1948 - 1951 \| Ángel Goicoechea \| 2014 - Actualidad \| Luis Sabalza \| \| \| \| \| \| \| \| | - Junta directiva - Presidente: Luis Sabalza - Vicepresidente primero: Miguel Cuesta - Vicepresidente segundo: César Muniain - Secretario: Txuma Iso - Tesorero: Fidel Medrano - Contador: Ignacio Yániz - Empleados de dirección del club - Director General: Francisco Canal - Gerente: Ángel Ardanaz - Director Comercial: Xabier Larraya - Protocolo: Ainhoa Janín - Comunicación: Santiago Zuza, Aitor Royo. - Marketing: Xabier Larraya. - Administración: José María Iglesias. - Área Socios/as: Mikel Vivanco |                   |                    |                        |
| Lista de presidentes del CA Osasuna | |                   |                    |                        |
| Año | Presidente (1920-1951) |                   | Año                | Presidente (1951-2025) |
| 1920 - 1921 | Joaquín Rasero | 1951 - 1954       | Daniel Taberna     |                        |
| 1921 - 1923 | Rafael Álvarez | 1954 - 1955       | Anastasio Andía    |                        |
| 1923 - 1924 | Natalio Cayuela | 1955 - 1959       | Valentín Pueyo     |                        |
| 1924 - 1928 | Aurelio Álvarez | 1959 - 1970       | Jacinto Saldise    |                        |
| 1928 - 1935 | Natalio Cayuela | 1970 - 1971       | Emilio García      |                        |
| 1935 - 1940 | Ambrosio Izu | 1971 - 1994       | Fermín Ezcurra     |                        |
| 1940 - 1941 | Vicente Jáuregui | 1994 - 1996       | Javier Garro       |                        |
| 1943 - 1944 | Antonio Archanco | 1996 - 1998       | Juan Luis Irigaray |                        |
| 1941 - 1943 | Antonio Lizarza | 1998 - 2002       | Javier Miranda     |                        |
| 1947 - 1948 | Antonio María Istúriz | 2002 - 2012       | Patxi Izco         |                        |
| 1944 - 1947 | Antonio Lizarza | 2012 - 2014       | Miguel Archanco    |                        |
| 1948 - 1951 | Ángel Goicoechea | 2014 - Actualidad | Luis Sabalza       |                        |
| | |                   |                    |                        |

## Categorías inferiores

### Equipo filial
El Club Atlético Osasuna "B", es el equipo filial del club. Fue fundado en 1964, bajo el nombre Osasuna Promesas. Desde 2022 juega en la Primera Federación (Grupo 1).

### Categorías formativas
El Osasuna cuenta actualmente en sus categorías inferiores con dos equipos en categoría juvenil (División de Honor Juvenil y Liga Nacional Juvenil), con dos equipos en categoría cadete (Liga Cadete Navarra y Primera Cadete Navarra), dos equipos en categoría infantil y otros dos en categoría de fútbol 8.
También ha contado varios años con equipo de fútbol femenino, como "C.A. Osasuna" y posteriormente tras llegar a un acuerdo con el Mulier FCN, como "C.A. Osasuna-Mulier F.C.N.". Actualmente, el club rojillo cuenta con un nuevo equipo de fútbol femenino denominado Fundación Osasuna Femenino, que compite en la Reto Iberdrola, segunda categoría de fútbol nacional.

## Otras secciones deportivas

### Fútbol Sala
En mayo de 2017, el Xota Fútbol Sala llegó a un acuerdo de mutua colaboración con el Club Atlético Osasuna y pasó a llamarse Club Atlético Osasuna Magna. Además, Osasuna se comprometió a pagar 112.000 euros por una temporada en concepto de patrocinio deportivo.

## Publicaciones
El club editó de forma periódica una revista denominada Osasuna, así como boletines informativos para cada encuentro disputado en El Sadar. Desde agosto de 2016 publica una revista interactiva denominada "Osasunistas".